# Fidel Cano Gutiérrez
Fidel Cano Gutiérrez (San Pedro (Antioquia), 1854 - Medellín, 1919) was een Colombiaans journalist en politicus. Gutiérrez zette het landelijke dagblad El Espectador op, de oudste krant van Colombia.
Een nazaat van hem, Guillermo Cano Isaza, was eveneens redacteur van El Espectador en werd in 1986 door huurmoordenaars van Colombiaanse drugsbaronnen voor de vestiging van de krant vermoord.

## Opleiding
Cano volgde de middelbare school Colegio de Jesús in Medellín en studeerde aan de Colegio del Estado, dat later werd omgenoemd naar de Universiteit van Antioquia.

## Werk

### Journalistiek
Hij werkte in 1872 bij het literaire nieuwsblad La Palestra. Vijf jaar later, in 1877, werd hij redacteur voor La Idea.
In 1879 vertrok hij naar Medellín. Hier richtte hij in 1887 El Espectador op, waarvan de uitgifte zes maal werd stilgelegd door de regering van de Colombiaanse Conservatieve Partij, dat de berichtgeving van de krant subversief beschouwde. Cano werd als redacteur verschillende malen gevangengezet.

### Bestuur en politiek
Cano was verder directeur van de Imprenta Oficial (officieel drukkantoor) en voorzittend lid van de Academie van Geschiedenis van Antioquia en hoofd van het Colegio Central van de Universiteit van Antioquia.
Politiek was hij actief lid voor de Colombiaanse Liberale Partij en diende als zodanig als gedeputeerde in het parlement van Antioquia en als senator in de Senaat van Colombia.
- International Standard Name Identifier: 0000 0000 4695 5794
- Library of Congress Control Number: no2008050356
- Virtual International Authority File: 56417474
- WorldCat: E39PBJvHgfjP976H73Dcm7bGHC